# Kazumi Tsubota
Kazumi Tsubota (坪田 和美, Tsubota Kazumi, Nagasaki, 23 januari 1956) is een Japans voormalig voetballer die als doelman speelde.

## Clubcarrière
Tsubota begon zijn carrière in 1979 bij Yanmar Diesel. Met deze club werd hij in 1980 kampioen van Japan. Tsubota veroverde er in 1983 en 1984 de JSL Cup. Tsubota beëindigde zijn spelersloopbaan in 1992.

## Japans voetbalelftal
Kazumi Tsubota debuteerde in 1981 in het Japans nationaal elftal en speelde 7 interlands.

## Statistieken
| Japans voetbalelftal | Japans voetbalelftal | Japans voetbalelftal |
| Jaar                 | Wed.                 | Dlp.                 |
| -------------------- | -------------------- | -------------------- |
| 1981                 | 5                    | 0                    |
| 1982                 | 0                    | 0                    |
| 1983                 | 1                    | 0                    |
| 1984                 | 1                    | 0                    |
| Totaal               | 7                    | 0                    |